# Marek Łuczak
Marek Łuczak (ur. 25 kwietnia 1978 w Królewcu) – polski policjant, historyk i muzyk. Służy w Komendzie Wojewódzkiej Policji w Szczecinie, gdzie zajmuje się odnajdywaniem zaginionych i skradzionych zabytków. Posiada stopień naukowy doktora. Jest prezesem Pomorskiego Towarzystwa Historycznego. Za swoją działalność otrzymał Medal za Zasługi dla Miasta Szczecina i tytuł Ambasadora Szczecina. Otrzymał także II nagrodę i medal imienia Zygmunta Glogera, jako pierwszy policjant wyróżniony tym odznaczeniem.
Autor serii monografii o historii poszczególnych części Szczecina (ukazujących się od 2005 roku), katalogów zabytków i utraconych dzieł sztuki miast i powiatów województwa zachodniopomorskiego, a także publikacji dotyczących walki z przestępczością przeciwko zabytkom. Odzyskał kilkaset zabytków utraconych w kraju i za granicą. Prowadził wykłady na uczelniach oraz szkołach policyjnych w Polsce i Europie, opracował algorytmy postępowania policji w sprawach kradzieży zabytków. Od roku 2016 organizuje międzynarodowe konferencje w zamku w Pęzinie, dotyczące ochrony zabytków i dziedzictwa narodowego. Jest autorem kilkudziesięciu książek o historii i zabytkach Szczecina i Pomorza Zachodniego, karno-prawnej ochronie zabytków oraz katalogów strat zabytków. Od 2008 roku realizuje autorskie programy rejestracji zabytków w kościołach woj. zachodniopomorskiego wraz z funkcjonariuszami straży pożarnej, wykonując dokumentację fotograficzną na wypadek kradzieży, weryfikując stany zabytków oraz sprawdzając zabezpieczenie antywłamaniowe i przeciwpożarowe. Programem objęto ponad 600 kościołów w 10 powiatach, co jest unikatową inicjatywą w skali kraju.
Aktywny także jako kompozytor i autor tekstów pod pseudonimem Outsider – dochód z tej aktywności przeznacza na cele charytatywne.

## Działalność społeczna
Organizator akcji społecznych – m.in. porządkowania cmentarzy, ewidencji nagrobków, poszukiwań zaginionych zabytków, odbudowy historycznych pomników, sprzątania miejsc historycznych, lasów oraz organizacji pomocy dla osób poszkodowanych. Wraz z Pomorskim Towarzystwem Historycznym i woluntariuszami prowadził prace ewidencyjno-porządkowe na ponad 150 cmentarzach.

### Odnalezione i odbudowane pomniki
W grudniu 2020 roku w Parku Leśnym Mścięcino w Policach odnalazł i ustawił pomnik Pomorskiego Towarzystwa Leśnego  (niem. Pommerscher Forst-Verein) – głaz o wadze 3,2 tony upamiętniający zjazd towarzystwa z 1884 roku. Pomnik ustawiono 13 stycznia 2021 roku.
W 2020 roku odnalazł i odnowił pomnik nad grobem 34 francuskich żołnierzy z wojny francusko-pruskiej na cmentarzu przy ul. Pokoju w Szczecinie-Golęcinie.
W czerwcu 2021 roku z inicjatywy Marka Łuczaka wrócił do Mierzyna – odnaleziony przez niego w Policach – pomnik upamiętniający mieszkańców Mierzyna poległych w I wojnie światowej (1914–1918).
W lipcu 2021 roku odnalazł pomnik trzech cesarzy z Szczecina-Pomorzan, ustawiony 22 marca 1889 roku z okazji 10-lecia Stowarzyszenia Wojennego z Pomorzan (niem. Pommerensdorfer Kriegerverein). Upamiętnia on trzech cesarzy: Wilhelma I, Fryderyka III i Wilhelma II. Pomnik został odnowiony i ustawiony na odbudowanym cokole.
Pomnik Friedricha Friesena (1784-1814) – w 2010 roku odnalazł w Lesie Arkońskim w Szczecinie-Osowie podstawę pomnika propagatora sportu i gimnastyki Friesena; w październiku 2021 roku wraz z woluntariuszami odbudował pomnik z oryginalnych elementów i odtworzoną w granicie tablicą.
W marcu 2020 roku podczas prac ewidencyjnych na cmentarzu w Barnisławiu odnowił pomnik upamiętniający poległych w I wojnie światowej mieszkańców Barnisławia. Głaz z inskrypcją znajduje się przy bramie cmentarz przykościelnego.
We wrześniu 2020 roku przy ul. Dębogórskiej w Szczecinie odnalazł fragmenty płyt nagrobnych Sophie Caroline Auguste Tilebein (1771-1854) oraz jej męża Carla Gotthilfa Tilebeina (1760-1820) oraz jego grobowiec z 1820 roku. Płyty znajdują się w Muzeum Narodowym w Szczecinie.
W grudniu 2020 roku podczas inwentaryzacji XIX-wiecznego cmentarza w Dąbiu, odnalazł ukryta tam płytę szczecińskiego ludwisarza Johanna Jacoba Mangoldta i jego żony Dorothei z 1699 roku. Jest to jedna z największych znanych płyt z piaskowca na Pomorzu. Płytę decyzją Miejskiego Konserwatora Zabytków przewieziono do Muzeum Narodowego w Szczecinie.
W 2022 roku odnalazł pomnik upamiętniający poległych mieszkańców Kijewa w I wojnie światowej. Wydobyty oryginalny 3-tonowym głazem z mieczem ustawiono na postumencie. Współcześnie pomnik pozbawiony jest dawnego zwieńczenia w formie orła. Pomnik znajduje się przy ul. Zwierzynieckiej w Szczecinie.
Zbudował pomnik Ściana Pamięci. W grudniu 2022 roku na placu Kurzmanna w Szczecinie-Dąbiu, stanął z inicjatywy Łuczaka pomnik upamiętniający żydowskich mieszkańców Dąbia (niem. Altdamm). Pomnik powstał z odnalezionych przez niego w 2019 roku zakopanych w lesie fragmentów żydowskich nagrobków. Był też inicjatorem nadania placowi gdzie stanął pomnik, imienia Dawida Altera Kurzmanna (1865-1942).
W kwietniu 2023 roku odnalazł w Szczecinie-Zdrojach pomnik konsula generalnego Szwecji i Norwegii Fritza Ludwiga Petera Iversa (1826-1900). Pomnik odbudowano i odsłonięto przy Polanie Słonecznej w Zdrojach.
Pomnik Carla Friedricha Meyera (1840-1904) – 25 maja 2023 roku w Puszczy Bukowej w Podjuchach odbudował wraz z członkami Pomorskiego Towarzystwa Historycznego i woluntariuszami zniszczony i zakopany pomnik szczecińskiego historyka i geografa prof. dr C. F. Meyera. Meyer zajmował się badaniami historycznymi i geograficznymi Szczecina i okolic, w szczególności badaniem historycznych map Pomorza. Był nauczycielem w szkole im. Fryderyka Wilhelma (niem. Friedrich-Wilhelmschule) w Szczecinie, propagatorem piękna Puszczy Bukowej i założycielem Stowarzyszenia Miłośników Puszczy Bukowej (niem. Buchheide-Verein w 1889.
W lipcu 2023 roku odnalazł płyty inskrypcyjne i pozostałości cokołu pomnika nadleśniczego i przyrodnika Heinricha von Meyerincka (1786-1848) w Puszczy Bukowej w Szczecinie-Klęskowie. Pomnik odbudował w listopadzie 2023 roku.
Odnalazł pozostałości pomnika upamiętniający poległych w I wojnie światowej mieszkańców Skolwina. Pomnik znajdował się przy ul. Inwalidzkiej w Szczecinie
W dniu 16 marca 2024 w uroczysku Puszczy Bukowej odbudowano Lwią Paszczę (niem. Gené Quelle, Gené Grund) z 1893 roku – maszkaron-fontannę w kształcie głowy lwa na murze oporowym źródełka potoku o tej samej nazwie a upamiętniający nadleśniczego ze Śmierdnicy Karla Ludwiga Gené (1820-1893). 
W lipcu 2024 grupa wolontariuszy z Pomorskiego Towarzystwa Historycznego oraz mieszkańców Warszewa zebrana z inspiracji Marka Łuczaka odtworzyła w Puszczy Wkrzańskiej ponad 100-letnią zabudowę źródliska Bystrego Potoku odbudowując koło wodne oraz platformę widokową wraz z ławeczkami w najatrakcyjniejszych miejscach wokół jaru. 

## Publikacje

### Publikacje o Szczecinie
| Tytuł | Wydawnictwo                       | Rok publikacji | ISBN          | Uwagi |
| --- | --------------------------------- | -------------- | ------------- | --- |
| Szczecin Zdroje Finkewalde                                                                                               | Lega                              | 2004           | 8391785478    | Monografia o szczecińskiej dzielnicy: Zdroje. Wydawnictwo dwujęzyczne: język polski i język niemiecki                           |
| Szczecin Zdroje Finkewalde                                                                                               | Pomorskie Towarzystwo Historyczne | 2008           | 9788375181241 | Monografia o szczecińskiej dzielnicy: Zdroje. Wydawnictwo dwujęzyczne: język polski i język niemiecki                           |
| Szczecin Zdroje Finkewalde                                                                                               | Pomorskie Towarzystwo Historyczne | 2018           | 9788375188820 | Wydanie II, poszerzone. |
| Szczecin Gumieńce. Scheune                                                                                               | Pomorskie Towarzystwo Historyczne | 2006           | 8360140685    | Monografia o szczecińskiej dzielnicy: Gumieńce. Wydawnictwo dwujęzyczne: język polski i język niemiecki                         |
| Szczecin Klęskowo. Hokendorf                                                                                             | Pomorskie Towarzystwo Historyczne | 2006           | 8392288025    | Monografia o szczecińskiej dzielnicy: Klęskowo. Wydawnictwo dwujęzyczne: język polski i język niemiecki                         |
| Szczecin Skolwin, Stołczyn. Scholwin, Stolzenhagen                                                                       | Pomorskie Towarzystwo Historyczne | 2007           | 9788375180596 | Monografia o szczecińskich dzielnicach: Skolwin i Stołczyn. Wydawnictwo dwujęzyczne: język polski i język niemiecki             |
| Szczecin Skolwin, Stołczyn. Scholwin, Stolzenhagen                                                                       | Pomorskie Towarzystwo Historyczne | 2019           | 9788375188967 | Wydanie II, poszerzone |
| Szczecin Żelechowa. Zullchow                                                                                             | Pomorskie Towarzystwo Historyczne | 2008           | 9788375181050 | Monografia o szczecińskiej dzielnicy: Żelechowa. Wydawnictwo dwujęzyczne: język polski i język niemiecki                        |
| Szczecin Gocław, Golęcino. Gotzlow, Frauendorf                                                                           | Pomorskie Towarzystwo Historyczne | 2008           | 9788375180893 | Monografia o szczecińskich dzielnicach: Gocław i Golęcino. Wydawnictwo dwujęzyczne: język polski i język niemiecki              |
| Szczecin Gocław, Golęcino. Gotzlow, Frauendorf                                                                           | Pomorskie Towarzystwo Historyczne | 2011           | 9788375183061 | Wydanie III, poszerzone. |
| Szczecin Pogodno, Łękno. Braunsfelde, Westend                                                                            | Pomorskie Towarzystwo Historyczne | 2009           | 9788375181760 | Monografia o szczecińskich dzielnicach: Pogodno i Łękno. Wydawnictwo dwujęzyczne: język polski i język niemiecki                |
| Szczecin Płonia, Śmierdnica, Jezierzyce. Buchholz, Muhlenbeck, Jeseritz                                                  | Pomorskie Towarzystwo Historyczne | 2009           | 9788375181487 | Monografia o szczecińskich dzielnicach: Płonia, Śmierdnica, Jezierzyce. Wydawnictwo dwujęzyczne: język polski i język niemiecki |
| Szczecin Niebuszewo, Niemierzyn. Grünhof, Zabelsdorf, Nemitz                                                             | Pomorskie Towarzystwo Historyczne | 2010           | 9788375182460 | Monografia o szczecińskich dzielnicach: Niebuszewo i Niemierzyn. Wydawnictwo dwujęzyczne: język polski i język niemiecki        |
| Szczecin Pomorzany. Pommerensdorf                                                                                        | Pomorskie Towarzystwo Historyczne | 2010           | 9788375181920 | Monografia o szczecińskiej dzielnicy: Pomorzany. Wydawnictwo dwujęzyczne: język polski i język niemiecki                        |
| Szczecin Gumieńce, Świerczewo. Scheune, Schwarzow                                                                        | Pomorskie Towarzystwo Historyczne | 2010           | 9788375182255 | Monografia o szczecińskich dzielnicach: Gumieńce i Świerczewo. Wydawnictwo dwujęzyczne: język polski i język niemiecki          |
| Szczecin Krzekowo, Bezrzecze. Kreckow, Brunn                                                                             | Pomorskie Towarzystwo Historyczne | 2010           | 9788375182309 | Monografia o szczecińskich dzielnicach: Krzekowo i Bezrzecze. Wydawnictwo dwujęzyczne: język polski i język niemiecki           |
| Szczecin Podjuchy, Żydowce, Klucz. Podejuch, Sydowsaue, Klütz                                                            | Pomorskie Towarzystwo Historyczne | 2011           | 9788375182668 | Monografia o szczecińskich dzielnicach: Podjuchy, Żydowce i Klucz. Wydawnictwo dwujęzyczne: język polski i język niemiecki      |
| Szczecin Turzyn. Torney                                                                                                  | Pomorskie Towarzystwo Historyczne | 2011           | 9788375182996 | Monografia o szczecińskiej dzielnicy: Turzyn. Wydawnictwo dwujęzyczne: język polski i język niemiecki                           |
| Szczecin Warszewo, Osów, Głębokie. Warsow, Wussow, Glambeck                                                              | Pomorskie Towarzystwo Historyczne | 2011           | 9788375183009 | Monografia o szczecińskich dzielnicach: Warszewo, Osów i Głębokie. Wydawnictwo dwujęzyczne: język polski i język niemiecki      |
| Szczecin Wielgowo, Zdunowo, Załom. Augustwalde, Hohenkrug bei Augustwalde, Arnimswalde                                   | Pomorskie Towarzystwo Historyczne | 2012           | 9788375183986 | Monografia o szczecińskich dzielnicach: Wielgowo, Zdunowo, i Załom. Wydawnictwo dwujęzyczne: język polski i język niemiecki     |
| Szczecin Grabowo, Drzetowo. Grabow, Bredow                                                                               | Pomorskie Towarzystwo Historyczne | 2013           | 9788375183993 | Monografia o szczecińskich dzielnicach: Grabowo i Drzetowo. Wydawnictwo dwujęzyczne: język polski i język niemiecki             |
| Szczecin Klęskowo, Kijewo. Hokendorf, Rosengarten bei Altdamm                                                            | Pomorskie Towarzystwo Historyczne | 2009           | 9788375181494 | Monografia o szczecińskich dzielnicach: Klęskowo i Kijewo. Wydawnictwo dwujęzyczne: język polski i język niemiecki              |
| Szczecin Klęskowo, Kijewo. Hokendorf, Rosengarten bei Altdamm                                                            | Pomorskie Towarzystwo Historyczne | 2012           | 9788375184273 | Wydanie II, poszerzone |
| Szczecin Stare Miasto. Altstadt                                                                                          | Pomorskie Towarzystwo Historyczne | 2013           | 9788363365448 | Monografia o szczecińskiej dzielnicy: Stare Miasto. Wydawnictwo dwujęzyczne: język polski i język niemiecki                     |
| Szczecin Dąbie. Altdamm                                                                                                  | Pomorskie Towarzystwo Historyczne | 2014           | 9788375186697 | Monografia o szczecińskiej dzielnicy: Dąbie. Wydawnictwo dwujęzyczne: język polski i język niemiecki                            |
| Szczecin Śwródmieście i Nowe Miasto. Stadtmitte, Neustadt.                                                               | Pomorskie Towarzystwo Historyczne | 2015           | 9788375187434 | Monografia o szczecińskich dzielnicach: Śródmieście i Nowe Miasto. Wydawnictwo dwujęzyczne: język polski i język niemiecki      |
| Katedra św. Jakuba w Szczecinie: historia, architektura i wyposażenie. Die Jacobikirche in Stettin.                      | Pomorskie Towarzystwo Historyczne | 2016           | 9788375187878 | Publikacja poświęcona katedrze szczecińskiej pw. Św. Jakuba.                                                                    |
| Szczecin Łasztownia, Międzyodrze. Lastadie, Oderbruch                                                                    | Pomorskie Towarzystwo Historyczne | 2017           | 9788375188387 | Monografia o szczecińskich dzielnicach: Łasztownia i Międzyodrze. Wydawnictwo dwujęzyczne: język polski i język niemiecki       |
| Cmentarze Szczecina. Monografia cmentarzy szczecińskiego zespołu miejskiego i katalog zabytkowych nagrobków. Tom I i II. | Pomorskie Towarzystwo Historyczne | 2024           | 9788360407066 | Monografia cmentarzy szczecińskiego zespołu miejskiego i katalog zabytkowych nagrobków.                                         |

### Pozostałe publikacje
| Tytuł                                                                               | Wydawnictwo                       | Rok publikacji | ISBN          | Uwagi |
| ----------------------------------------------------------------------------------- | --------------------------------- | -------------- | ------------- | --- |
| Historia i zabytki Gminy Kołbaskowo Geschichte udn Denkmaler der Gemeinde Kolbitzow | Pomorskie Towarzystwo Historyczne | 2010           | 9788375182019 | Jest to pierwsza próba zebrania znanych materiałów archiwalnych i przedstawienia historii Gminy Kołbaskowo. Wydawnictwo dwujęzyczne: język polski i język niemiecki                           |
| Historia i zabytki Gminy Kołbaskowo Geschichte udn Denkmaler der Gemeinde Kolbitzow | Pomorskie Towarzystwo Historyczne | 2016           | 9788375187724 | Wydanie II, poszerzone. |
| Policja w walce o zabytki.                                                          | Pomorskie Towarzystwo Historyczne | 2012           | 9788375184877 | Zbiór zagadnień z przeciwdziałania przestępczości przeciwko zabytkom. Katalog zabytków i dzieł sztuki utraconych z województwa zachodniopomorskiego                                           |
| Gotyckie kościoły gminy Kołbaskowo. Die gotischen Kirchen der Gemeinde Kolbitzow    | Pomorskie Towarzystwo Historyczne | 2013           | 9788375185386 | Publikacja o zabytkowych kościołach Gminy Kołbaskowo. Wydawnictwo dwujęzyczne: język polski i język niemiecki                                                                                 |
| Mierzyn przez wieki. Mohringen im Laufe der Zeit                                    | Pomorskie Towarzystwo Historyczne | 2013           | 9788375185379 | Książka przedstawia historię i zabytki miejscowości Mierzyn, położonej na południowym krańcu gminy Dobra, przy granicy ze Szczecinem. Wydawnictwo dwujęzyczne: język polski i język niemiecki |
| Urbanizacja dzielnic Szczecina 1800-1939                                            | Pomorskie Towarzystwo Historyczne | 2014           | 9788375186239 | Publikacja dotyczy przekształceń wsi podszczecińskich w dzielnice miasta, czynników, oraz przyczyn które zdeterminowały ten proces.                                                           |
| Utracone zabytki sakralne powiatu polickiego                                        | Pomorskie Towarzystwo Historyczne | 2014           | 9788375187212 | Zbiór zagadnień z przeciwdziałania przestępczości przeciwko zabytkom. Katalog utraconych zabytków sakralnych z terenu powiatu polickiego.                                                     |
| Utracone zabytki sakralne powiatu gryfickiego, kamieńskiego i Świnoujścia           | Pomorskie Towarzystwo Historyczne | 2015           | 9788375187519 | Zbiór zagadnień z przeciwdziałania przestępczości przeciwko zabytkom. Katalog utraconych zabytków sakralnych z terenu powiatu gryfickiego, kamieńskiego i Świnoujścia..                       |
| Utracone zabytki sakralne powiatu goleniowskiego i stargardzkiego                   | Pomorskie Towarzystwo Historyczne | 2017           | 9788375187519 | Zbiór zagadnień z przeciwdziałania przestępczości przeciwko zabytkom. Katalog utraconych zabytków sakralnych z terenu powiatu goleniowskiego i stargardzkiego.                                |
| Służby w ochronie dziedzictwa Europy Wschodniej                                     | Pomorskie Towarzystwo Historyczne | 2017           | 9788375188066 | Zbiór zagadnień z przeciwdziałania przestępczości przeciwko zabytkom. Materiały pokonferencyjne.                                                                                              |
| Służby w ochronie dziedzictwa sakralnego i archeologicznego Europy Wschodniej       | Pomorskie Towarzystwo Historyczne | 2018           | 9788375188684 | Zbiór zagadnień z przeciwdziałania przestępczości przeciwko zabytkom. Materiały pokonferencyjne.                                                                                              |

## Aktywność muzyczna
Marek Łuczak wydał płyty, z których dochód został przeznaczony na cele charytatywne:
- Outsider – Waiting for the night (2016; wokal – Malwina Degórska)[8] – dochód przeznaczony na Fundację TVN „Nie jesteś sam”[104]
- Outsider – Broken (2017; wokal – Klaudia Zając)[103] – dochód przeznaczony na leczenie policjantki asp. Kingi Szwedy z Tucholi[104][105]
- Outsider – Tanger (2018) – dochód przeznaczony na leczenie policjantki podkom. Eweliny Pustkowskiej z KWP w Gdańsku[104][105]
- Outsider – Between Heart and Mind (2018) – dochód przeznaczony na leczenie dr Beaty Makowskiej z Narodowego Instytutu Dziedzictwa[105],
- Outsider – Silence (2019) – dochód przeznaczony na rehabilitację policjanta z oddziału antyterrorystycznego policji we Wrocławiu[106]
- Outsider – From Africa to Middle East (2019) – dochód przeznaczony na leczenie i rehabilitację pacjentów Fundacji Zachodniopomorskiego Hospicjum dla Dzieci i Dorosłych[105]

## Odznaczenia i wyróżnienia
- 2009.08.28 Złota odznaka „Za Opiekę nad Zabytkami”, nadana przez Ministra Kultury i Dziedzictwa Narodowego[107]
- 2010.08.05 Srebrna Odznaka Honorowa Gryfa Zachodniopomorskiego, nadana przez Zarząd Województwa Zachodniopomorskiego
- 2012.08.08 Brązowy medal „Za Długoletnią Służbę”, nadany przez Prezydenta RP[107]
- 2014.01.28 Brązowy medal „Gloria Artis”, nadany przez Ministra Kultury i Dziedzictwa Narodowego[107]
- 2016.02.29 Srebrny Krzyż Zasługi, nadany przez Prezydenta RP[107]
- 2016.05.10 Medal „Za Zasługi dla Miasta Szczecina”, nadany przez Radę Miasta Szczecina
- 2016.11.20 tytuł Człowiek i Osobowość Roku 2016 w kategorii sport, kultura i sztuka w plebiscycie Głosu Szczecińskiego[108][7]
- 2017.07.31 Złota Odznaka Honorowa Gryfa Zachodniopomorskiego, nadana przez Zarząd Województwa Zachodniopomorskiego
- 2018.04.13 Nominacja do Nagrody Dziennikarzy przez Stowarzyszenie Dziennikarzy Rzeczypospolitej Polskiej „Pomorze Zachodnie”
- 2019.05.14 Srebrny Zachodniopomorski Krzyż św. Floriana[7], nadany przez kapitułę Zachodniopomorskiego Krzyża Świętego Floriana[107][109]
- 2020.09.25 II nagroda i medal imienia Zygmunta Glogera nadana przez Ministra Kultury i Dziedzictwa Narodowego[5]
- 2021.07.05 tytuł Ambasador Szczecina 2021[110], nadawany przez Prezydenta Szczecina.
- 2024.06.02 Nagroda Kobedian'24 ustanowiona przez Generalnego Konserwatora Zabytków i Instytutu Bezpieczeństwa Dziedzictwa[111]
- Srebrny Medal za Długoletnią Służbę[107]